# Šport u 1909.
◄◄ | ◄ | 1906. | 1907. | 1908. | 1909.  | 1910. | 1911. | 1912. | ► | ►►
Arhitektura • Astronomija • Biologija • Film • Fotografija • Glazba • Kazalište • Kemija • Kiparstvo • Knjige • Književnost • Kršćanstvo • Meteorologija • Medicina • Planinarstvo • Politika • Pravo • Promet • Slikarstvo • Strip • Šport • Televizija • Znanost • Zrakoplovstvo • Željeznički promet
Šport u 1909.

## Svijet

### Osnivanja
- SK Sturm Graz, austrijski nogometni klub
- RSC Anderlecht, belgijski nogometni klub
- FC Eindhoven, nizozemski nogometni klub
- Dundee United F.C., škotski nogometni klub
- Real Sociedad, španjolski nogometni klub
- Bologna FC 1909, talijanski nogometni klub

## Hrvatska i u Hrvata

### Osnivanja
- Hrvatski športski savez
- HŠK Ilirija Zagreb, hrvatski nogometni klub
- KŠK, hrvatski nogometni klub
- NK Marsonia Slavonski Brod, hrvatski nogometni klub
- VGŠK, hrvatski nogometni klub

### Rođenja
- 3. ožujka – Ivo Buratović, hrvatski atletičar († 1971.)

## Vanjske poveznice
|  | Zajednički poslužitelj ima još gradiva o temi Šport u 1909. |